# La Romola
La Romola è una frazione appartenente al comune di San Casciano val di Pesa nella città metropolitana di Firenze. Il paese sorge sulle colline situate tra Cerbaia e il parco museo del Poggio Valicaia.

## Geografia fisica
Il paese sorge in una zona collinare tra i boschi del comune di San Casciano vicino al confine con il comune di Scandicci. È raggiungibile percorrendo la via volterrana sia dalla vicina frazione di Chiesanuova sia da Cerbaia in val di Pesa. Poco distante dal paese si trova il museo parco di Poggio Valicaia, grande area boschiva adibita ad attività e intrattenimenti. Il territorio circostante alla frazione è ricco di sentieri e strade di campagna rinomate per svolgere lunghe camminate.

## Storia
Originariamente la frazione apparteneva amministrativamente al comune di Scandicci, nel 1881 è poi passata sotto l’attuale comune di San Casciano val di Pesa. Successivamente, l’apertura della variante della via Volterrana da Chiesanuova ha reso la frazione isolata dalle principali vie di comunicazione.

## Monumenti e luoghi d’interesse
La chiesa

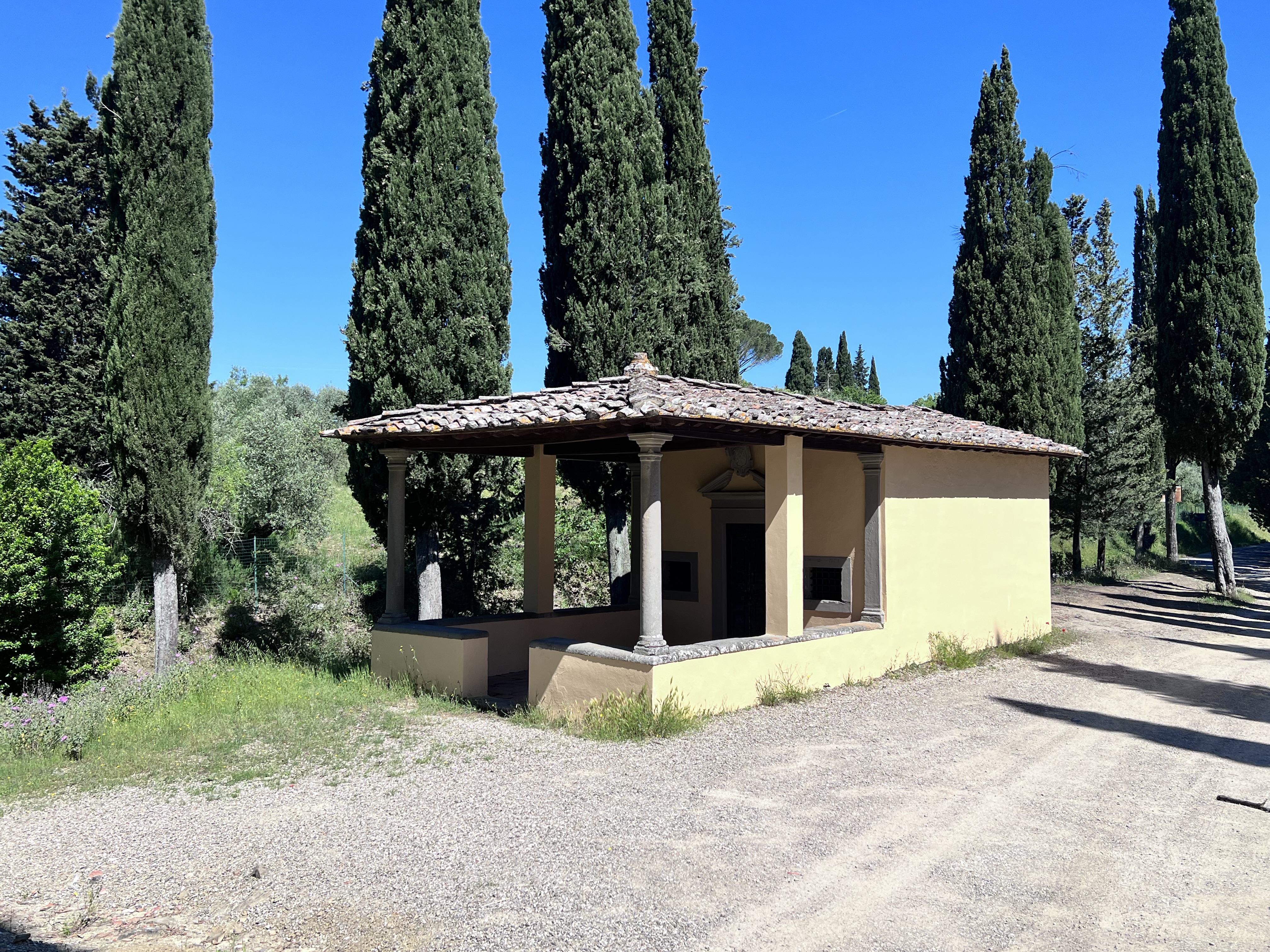
La cappella dei Tani.

Nel paese è presente la chiesa parrocchiale di Santa Maria, con l’inconfondibile campanile in mattoni che rende il paese distinguibile anche da notevole distanza.
Il cimitero
Poco fuori dal paese è posto il cimitero locale. Tra i personaggi celebri sepolti si rammenta Benito Jacovitti.
Cappella dei Tani
Lungo via Treggiaia, poco prima di raggiungere il paese sorge la piccola Cappella dei Tani, fatta costruire nel 1644.
Altri luoghi
Nel paese sono inoltre presenti due circoli ricreativi, un club sportivo che conta un campo da calcio e uno da tennis e un asilo posto dietro alla chiesa.
Nel Giardino del Tramonto, posto lungo la via principale, è stato retto un monumento dedicato alle vittime dell'attentato di via dei Georgofili.

## Curiosità
Il celebre direttore d’orchestra Zubin Metha ha risieduto per un periodo nella frazione.
Il videogioco Martha is dead, sviluppato dallo studio toscano LKA, è ambientato tra La Romola e San Casciano

## Infrastrutture e trasporti
Il paese è attraversato e servito dalle linee di Autolinee Toscane che collegano Firenze a Montespertoli - Ginestra - San Casciano.